# Harogeri, Kalghatgi
Harogeri là một làng thuộc tehsil Kalghatgi, huyện Dharwad, bang Karnataka, Ấn Độ.